# Бељејовце
Бељејовце (слч. Belejovce) насељено је мјесто са административним статусом сеоске општине (слч. obec) у округу Свидњик, у Прешовском крају, Словачка Република.

## Становништво
| Година:    | 1994. | 2004.    | 2014. | 2024.    |
| ---------- | ----- | -------- | ----- | -------- |
| Број људи: | 17    | 20       | 22    | 28       |
| Разлика:   |       | +17,64 % | +10 % | +27,27 % |

| Година:    | 2023. | 2024.   |
| ---------- | ----- | ------- |
| Број људи: | 28    | 28      |
| Разлика:   |       | -1,42 % |

Према подацима о броју становника из 2024. године насеље је имало 28 становника.